# Jñāna
Jñāna (sanscrito, ñāna, pāli; devanagari: ज्ञान) vuol dire conoscenza o gnosi. 
Nell'induismo indica la conoscenza vera, la realizzazione che sé stesso (ātman) coincide con la realtà ultima Brahman. 
Lo Jñāna Yoga è uno dei cammini (marga) verso la liberazione (moksha) previsti nello yoga. Gli altri cammini includono bhakti e Karma Yoga.
Nel buddhismo, si riferisce alla piena consapevolezza libera da ingombri concettuali, ed è opposta a vijñāṇa, che indica la conoscenza della distinzione. Nel buddhismo theravāda ñāna è il discernimento, la penetrazione mentale, ma è spesso tradotto semplicemente con "conoscenza".